# Platyzosteria bifida
Platyzosteria bifida är en kackerlacksart som beskrevs av Henri Saussure 1873. Platyzosteria bifida ingår i släktet Platyzosteria och familjen storkackerlackor. Inga underarter finns listade i Catalogue of Life.